# Cryptomeigenia crassipalpis
Cryptomeigenia crassipalpis là một loài ruồi trong họ Tachinidae.